# حسين بن عثمان
حسين عثمان بن عثمان (1 يناير 1973 -) هو مغني يمني.

## حياته ونشأته
من حضرموت.
ولد حسين بمنطقة تريم في العام 1973م، حقق نجاحاً كبيراً على الساحة الخليجية من خلال إحياءه للكثير من الحفلات والمناسبات في المهرجانات الموسيقية العربية والخليجية على حد سواء، اشتهرت جميع أغانيه وأناشيده باللون الحضرمي. متزوج وأب لخمسه أبناء.
درس الابتدائية في مدينة تريم وواصل بعدها مرحلة الثانوية العامة، وكانت هوايته منذ الصغر لعب كرة القدم وكتابة الشعر والتلحين.

## مسيرته
- موظف في وزارة المغتربين بالجمهورية اليمنية، و
- حالياً مقيم بدولة الإمارات العربية المتحدة وله اهتمامات أخرى كثيرة يمارسها إلى جانب وظيفته الرسمية ومن أهم تلك الاهتمامات هندسة الصوت وغيرها.
- حل ضيفاً في برنامج جلسات في إذاعة إف إم الإمارات،
- بالإضافة إلى تسجيله أكثر من عشرين أغنية في إذاعة صوت الخليج بدولة قطر.

## أعماله
- عرف الفنان حسين منذ صغره أيضاً بعذوبة صوته وعلى أعتاب هذه الخطوات الفنية المتراكمة صدرت له أكثر من سبعة البومات داخلية وخارجية، أبرزها البوم مالي ومال الناس. أما عن المشاركات الفنية فللفنان حسين رصيد كبير في هذا المجال، حيث تظهر جلياً هذه المشاركات في مهرجان جوائز المحبة بدولة الإمارات العربية المتحدة عام 2008م، ومهرجان المحبة والنصرة السادس بتريم عام 2010م، كما . شارك كذلك الفنان بن عثمان في احتفالات عيد الوحدة الخامس عشر في المكلا إلى جانب الكثير من الأوبريتات داخل اليمن والمملكة العربية السعودية، كما حضي بالمشاركة في ماليزيا ضمن فعاليات مؤتمر هجرة اليمنين الحضارم ودورهم في دول شرق آسيا، ومهرجاني جرش وعمان عاصمة الثقافة العربية بالمملكة الأردنية الهاشمية، وأكثر من مرة في مهرجان خريف صلالة. وعلى أثر تلك المشاركات المتعددة والمختلفة نال الفنان بن عثمان على جملة من الجوائز والشهادات، حيث تم تكريمه من قبل العديد من الجهات الحكومية والخاصة والتي كان أهمها تكريم من السفارتين اليمنية في دولة الكويت والمملكة العربية السعودية، وتكريم من مهرجان خريف صلالة بسلطنة عمان، بالإضافة إلى تكريم من إذاعة إف إم الإمارات.

## وصلات خارجية
- (بالعربية) الموقع الرسمي